# Bolama (region)
Bolama je region Guineje-Bissau. Skládá se převážně ze souostroví Bijagós na jižním pobřeží země a z malé pobřežní části, ve které leží město São João. Hlavní město regionu je Bolama, ležící na stejnojmenném ostrově.

## Sektory

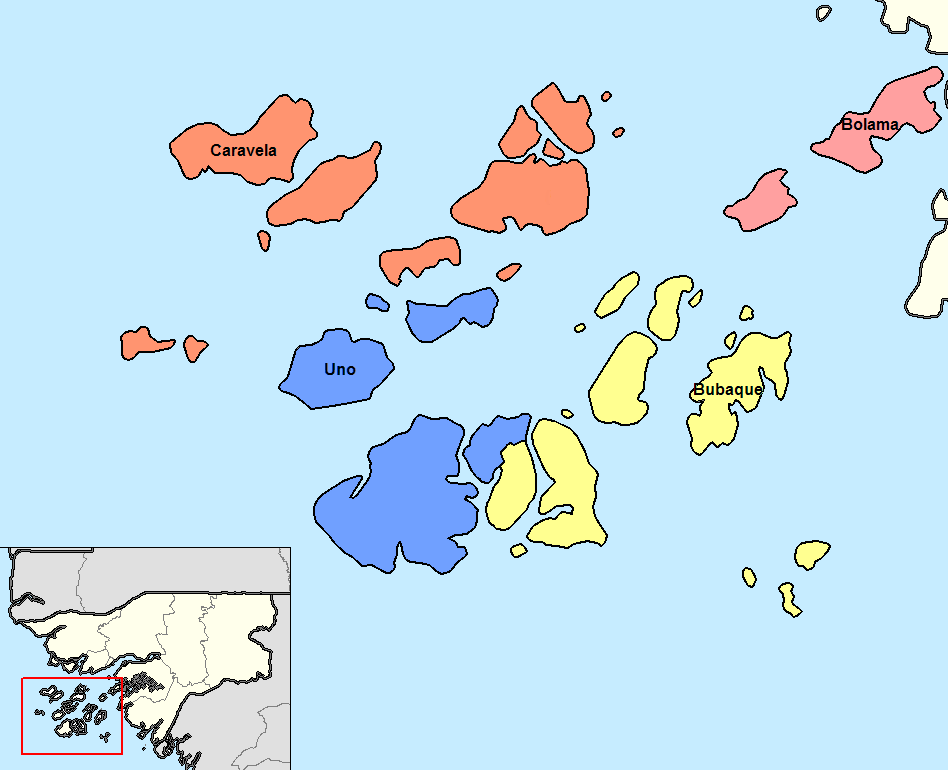
Sektory regionu Bolama

Bolama se dělí do 3 sektorů:
- Bolama
- Bubaque
- Caravela